# هانس اشتانگاسینر
هانس اشتانگاسینر (انگلیسی: Hans Stangassinger؛ زادهٔ ۵ ژانویهٔ ۱۹۶۰) لژسوار اهل آلمان بود.